# فهرست فیلم‌های پویانمایی ۲۰۱۵
این فهرستی از فیلم‌های بلند پویانمایی است که در سال ۲۰۱۵ منتشر شدند.

## فهرست
| عنوان                                           | کشور                          | کارگردان                           | استودیو                                                                                      | تکنیک                             | یادداشت       |
| ----------------------------------------------- | ----------------------------- | ---------------------------------- | -------------------------------------------------------------------------------------------- | --------------------------------- | ------------- |
| ۳ شجاع                                          | پاکستان                       | شرمین عبید چنائی                   | وادی انیمیشنز                                                                                | پویانمایی رایانه‌ای                | [ ۱ ]         |
| ۱۰۰۰۰ سال بعد 天籁之一萬年以后                  | چین                           | یی لی                              |                                                                                              | پویانمایی رایانه‌ای                | [ ۲ ]         |
| آداما                                           | فرانسه                        | سیمون روبی                         | پیپنگای پروداکشن، نیا پروداکنشز                                                              | سنتی / پویانمایی رایانه‌ای         | [ ۳ ]         |
| ماجراهای گامبا                                  | ژاپن                          | توموهیرو کاوامورا، یوشیهیرو کوموری | آراد پروداکنشز، گرایندستون پیکچرز، شیروگمی، تعی انیمیشن                                      | پویانمایی رایانه‌ای                | [ ۴ ]         |
| آجین: نیمه-انسان                                | ژاپن                          | هیروآکی آندو                       | پولیگون پیکچرز                                                                               | پویانمایی رایانه‌ای                | [ ۵ ]         |
| انومالیسا                                       | ایالات متحده آمریکا           | چارلی کافمن، دوک جانسون            | پارامونت پیکچرز، دان هارمون، سنوت انترتینمنت                                                 | استاپ‌موشن                         |               |
| آوریل و جهان فوق‌العاده Avril et le monde truqué | فرانسه بلژیک کانادا           | فرانک اکینجی، کریستین دسمارس       | استودیوکانال، کایبو، نید                                                                     | سنتی/پویانمایی رایانه‌ای           | [ ۶ ]         |
| حمله به تایتان                                  | ژاپن                          | تتسورو اراکی                       | ویت استودیو                                                                                  | سنتی                              | [ ۷ ]         |
| باربی                                           | ایالات متحده                  | اندرو تان                          | یونیورسال پیکچرز، ارک پروداکنشز، رینماکر استودیوز                                            | پویانمایی رایانه‌ای                |               |
| بلال: نژاد جدید قهرمان                          | امارات متحده عربی             | خرم علوی                           | باراجون انترتینمنت                                                                           | پویانمایی رایانه‌ای                | [ ۸ ]         |
| بتمن در برابر رابین                             | ایالات متحده                  | جی اولیوا                          | برادران وارنر انیمیشن، دی‌سی کامیکس                                                           | سنتی                              | فیلم ویدیوئی  |
| پسر و دیو Bakemono no Ko                        | ژاپن                          | مامورو هوسودا                      | استودیو چیزو                                                                                 | سنتی                              | [ ۹ ]         |
| گرفتن پرچم Atrapa la Bandera                    | اسپانیا                       | انریکه گاتو                        | لایت‌باکس انترتینمنت، تلسینکو سینما، تلفونیکا استودیوز                                        | پویانمایی رایانه‌ای                | [ ۱۰ ]        |
| پرونده هانا و آلیس                              | ژاپن                          | شونجی ایوای                        |                                                                                              | سنتی                              | [ ۱۱ ]        |
| کاراگاه کانن: آفتابگردان‌های جهنم                | ژاپن                          | کوبون شیزونو                       | تی‌ام‌اس انترتینمنت                                                                            | سنتی                              | [ ۱۲ ]        |
| امپراتوری اجساد                                 | ژاپن                          | ریوتارو ماکیهارا                   | ویت استودیو                                                                                  | سنتی                              | [ ۱۳ ]        |
| عصرحجر و دبلیودبلیوئی: عصر حجر اسمک‌داون         | ایالات متحده                  | اسپایک برانت تونی سروون            | برادران وارنر انیمیشن، هانا باربرا، استودیوهای WWE                                           | سنتی                              | فیلم ویدیوئی  |
| دایناسور خوب                                    | ایالات متحده                  | پیتر سون                           | پیکسار                                                                                       | پویانمایی رایانه‌ای                | [ ۱۴ ]        |
| خانه                                            | ایالات متحده                  | تیم جانسون                         | دریم‌ورکس انیمیشن                                                                             | پویانمایی رایانه‌ای                | [ ۱۵ ]        |
| هتل ترانسیلوانیا ۲                              | ایالات متحده                  | گندی تارتاکوفسکی                   | سونی پیکچرز انیمیشن                                                                          | پویانمایی رایانه‌ای                | [ ۱۶ ] [ ۱۷ ] |
| درون و بیرون                                    | ایالات متحده                  | پیت داکتر، رونی دل کارمن           | پیکسار                                                                                       | پویانمایی رایانه‌ای                | [ ۱۴ ]        |
| لیگ عدالت: تاج و تخت آتلانتیس                   | ایالات متحده                  | ایتن اسپالدینگ                     | برادران وارنر انیمیشن، دی‌سی کامیکس                                                           | سنتی                              | فیلم ویدیوئی  |
| لیگ عدالت: خدایان و هیولاها                     | ایالات متحده                  | سام لیو                            | برادران وارنر انیمیشن، دی‌سی کامیکس                                                           | سنتی                              | [ ۱۸ ]        |
| شبح درون پوسته: فیلم جدید                       | ژاپن                          | کازویا نومورا                      | پروداکشن آی. جی                                                                              | سنتی                              | [ ۱۹ ] [ ۲۰ ] |
| شازده کوچولو Le Petit Prince                    | فرانسه ایتالیا                | مارک آزبرن                         | انیکس فیلمس، ارنگه استودیو، لپتو، وان انیمیشن استودیوز                                       | استاپ‌موشن و پویانمایی رایانه‌ای    | [ ۲۱ ]        |
| راه طولانی شمال Tout en haut du monde           | فرانسه دانمارک                | رمی چای                            | ساکربلو پروداکنشز، میبه موس، نعرلوم استودیوز، ۲ مینوتس انیمیشن                               | پویانمایی رایانه‌ای                | [ ۲۲ ]        |
| مینیون‌ها                                        | ایالات متحده                  | پی‌یر کافین، کایل بالدا             | ایلومینیشن انترتینمنت                                                                        | پویانمایی رایانه‌ای                | [ ۲۳ ]        |
| مانکی کینگ: بازگشت قهرمان 西游记之大圣归来      | China                         | شیائوپنگ تیان                      | بیجینگ وییینگشیدای کولتوره & مدیا، هنگدیان چینسه فیلم پروداکشن کو. , اکتبر مدیا، اس‌سی پیکچرز | پویانمایی رایانه‌ای                | [ ۲۴ ]        |
| پونی کوچولو: دختران اکواستریا - بازی‌های دوستانه | ایالات متحده کانادا           | ایشی رودل                          | السپارک، دی‌اچ‌اکس مدیا                                                                        | انیمیشن فلش                       | تله‌فیلم       |
| وای! کشتی رفت… Oops! Die Arche ist weg…         | آلمان بلژیک لوکزامبورگ ایرلند | توبی ژنکل، شان مک کورمک            |                                                                                              | پویانمایی رایانه‌ای                | [ ۲۶ ]        |
| فصل شکار: گرخیده                                | ایالات متحده                  | دیوید فیس                          | سونی پیکچرز انیمیشن، رین‌میکر انترتینمنت                                                      | پویانمایی رایانه‌ای                | فیلم ویدیوئی  |
| فیلم بادام زمینی                                | ایالات متحده                  | استیو مارتینو                      | بلو اسکای استودیو                                                                            | پویانمایی رایانه‌ای                | [ ۲۸ ] [ ۲۹ ] |
| پپا پیگ                                         | بریتانیا                      | نویل استلی، مارک بیکر              | انترتینمنت وان                                                                               | انیمیشن فلش                       | تله‌فیلم       |
| سایکو-پاس: فیلم                                 | ژاپن                          | ناویوشی شیوتانی                    | پروداکشن آی. جی                                                                              | سنتی                              |               |
| شان گوسفنده                                     | انگلستان                      | ریچارد استارزاک، مارک برتون        | آردمن انیمیشن، استودیوکانال                                                                  | استاپ‌موشن                         | [ ۳۱ ]        |
| فیلم باب‌اسفنجی: اسفنج بیرون از آب               | ایالات متحده                  | پائول تیبیت، مایک میچل             | پارامونت پیکچرز، پارامونت انیمیشن، نیکلودئون موویز                                           | سنتی/پویانمایی رایانه‌ای/لایو اکشن | [ ۳۲ ] [ ۳۳ ] |
| تام و جری: در جستجوی جاسوس                      | ایالات متحده                  | اسپایک برانتتونی سروون             | برادران وارنر انیمیشن، هانا باربرا، ترنر انترتینمنت                                          | سنتی                              | فیلم ویدیوئی  |

## پرفروش‌ترین فیلم‌های پویانمایی ۲۰۱۴
۱۰ پرفروش‌ترین فیلم‌های پویانمایی سال ۲۰۱۴ عبارتند از:
| رتبه | عنوان                             | توزیع‌کننده/ استودیو                                                  | فروش جهانی     |        |
| ---- | --------------------------------- | -------------------------------------------------------------------- | -------------- | ------ |
| ۱    | مینیون‌ها                          | یونیورسال پیکچرز / ایلومینیشن انترتینمنت                             | $۱٬۱۵۹٬۳۹۸٬۳۹۷ | [ ۳۷ ] |
| ۲    | درون و بیرون                      | استودیو سینمایی والت دیزنی / پیکسار                                  | $۸۵۷٬۶۱۱٬۱۷۴   | [ ۳۸ ] |
| ۳    | هتل ترانسیلوانیا ۲                | کلمبیا پیکچرز / سونی پیکچرز انیمیشن                                  | $۴۷۳٬۲۲۶٬۹۵۸   | [ ۳۹ ] |
| ۴    | خانه                              | استودیو قرن بیستم / دریم‌ورکس انیمیشن                                 | $۳۸۶٬۰۴۱٬۶۰۷   | [ ۴۰ ] |
| ۵    | دایناسور خوب                      | استودیو سینمایی والت دیزنی / پیکسار                                  | $۳۳۲٬۲۰۷٬۶۷۱   | [ ۴۱ ] |
| ۶    | فیلم باب‌اسفنجی: اسفنج بیرون از آب | پارامونت پیکچرز / پارامونت انیمیشن / نیکلودئون موویز                 | $۳۲۵٬۱۸۶٬۰۳۲   | [ ۴۲ ] |
| ۷    | فیلم بادام زمینی                  | استودیو قرن بیستم / بلو اسکای استودیو                                | $۲۴۶٬۲۳۳٬۱۱۳   | [ ۴۳ ] |
| ۸    | مانکی کینگ: بازگشت قهرمان         | United Entertainment Partners                                        | $۱۵۳٬۰۲۰٬۰۰۰   | [ ۴۴ ] |
| ۹    | شان گوسفنده                       | استودیوکانال / آردمن انیمیشن                                         | $۱۰۶٬۲۰۹٬۳۷۸   | [ ۴۵ ] |
| ۱۰   | شازده کوچولو                      | پارامونت پیکچرز / Onyx Films, Orange Studio, LPPTV, ON Entertainment | $۹۷٬۵۷۱٬۲۵۰    | [ ۴۶ ] |